# Schleppschaufel

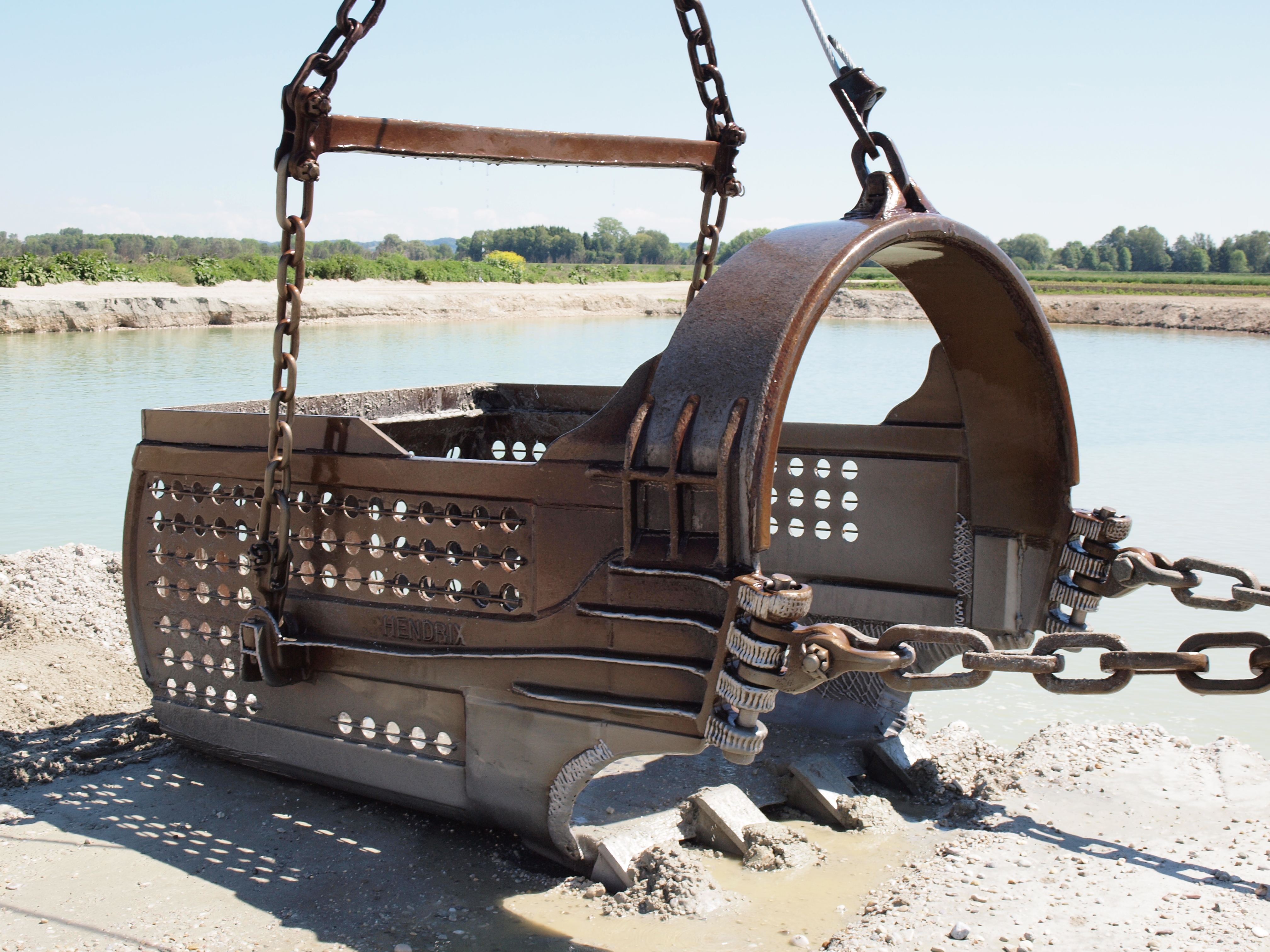
Schleppschaufel mit einem Fassungsvermögen von 3,5 cyd

Als Schleppschaufel bezeichnet man ein Anbaugerät eines Seilbaggers, das zum Fördern und Aufnehmen von Schüttgut bei der Nassgewinnung dient.
Schleppschaufeln werden häufig zur Unterwasser-Kiesgewinnung an einem Seilbagger verwendet. Aus diesem Grund werden sie vor allem in Sand- oder Kiesgruben sowie bei Erd- oder Deichbauarbeiten eingesetzt.
Die Schleppschaufel besteht aus einer stark perforierten, vorne offenen Halbschale, die an zwei Kettensträngen hängt. Beide werden an den Halte-/Förderseilen des Seilbaggers befestigt. Über diese lässt sich die Schleppschaufel am Grund eines Baggersees durch die dortige Kiesablagerung ziehen und so befüllen. Mit Hilfe der Seile des Seilbaggers lässt sich der Kiesinhalt dann an Land ausleeren. Durch eine Drehung des Seilbaggers wird die Schleppschaufel – so ähnlich wie eine Angel beim Fischen – nach Bedarf mehr oder weniger weit weg vom Ufer hinausgeworfen. Danach kann der Vorgang Befüllung, Hochziehen, Schwenkung des Seilbaggers, Entleerung der Schleppschaufel erneut beginnen.
Die Menge, die eine Schleppschaufel aufnehmen kann, wird in cyd angegeben. Das ist die Abkürzung von "Cubic Yards of Debris".